# Monmouthshire County Council
Il Monmouthshire County Council (o Monmouthshire Council) è l'organo di governo per l'autorità unitaria del Monmouthshire, una delle suddivisioni note come aree principali del Galles.
L'attuale autorità unitaria è stata creata nel 1996 e copre metà orientale della contea storica. A partire da Maggio 2012 il consiglio è guidato da Peter Fox (conservatore) con Robert Greenland (conservatore) e Phylip Hobson (Liberal Democratici) come Vicecapo. L'Amministratore Delegato è Paul Matthews.